# شیب ترکی
شیب ترکی، روستایی از توابع بخش فنوج شهرستان نیک‌شهر در استان سیستان و بلوچستان ایران است.

## جمعیت
جمعیت این روستا براساس سرشماری عمومی نفوس و مسکن (۱۳۹۵)، زیر سه خانوار بوده‌است.